# Экономика Владивостока
Владивосток — крупный экономический центр Дальнего Востока и лидер среди городов Приморского края, отличающийся концентрацией трудовых, финансовых и производственных ресурсов. Город обладает диверсифицированной экономикой, представленной развитыми отраслями обрабатывающей промышленности (машиностроение, судостроение, судоремонт, пищевое производство и др.), оптовой и розничной торговлей, сервисом услуг, транспортом и связью, строительством, сельским хозяйством, энергетикой, газо- и водоснабжением. Во Владивостоке зарегистрировано более 46 тыс. предприятий и организаций; 92,9 % из них — частные.
Во Владивостоке расположены штаб-квартиры нескольких крупнейших компаний Дальнего Востока России, в том числе ритейлера DNS, акционерного общества «Приморнефтепродукт», унитарных предприятий «Примтеплоэнерго», «Приморский водоканал» и Владивостокское предприятие электрических сетей, ОАО «Дальтехэнерго», ООО «Ратимир», судоходной компании «Павино», ООО «Приморскуголь», Владивостокского морского торгового порта, Дальневосточного морского пароходства и др.

## ВГП и структура экономики
Владивосток входит в двадцатку крупнейших по размеру экономики городов Российской Федерации. Согласно исследованию фонда «Институт экономики города» Владивосток в 2015 году занял 18 место в экономическом рейтинге городов — столиц регионов России. Валовой городской продукт (ВГП) города составил 393 млрд рублей. В пересчёте на душу населения — 623,5 тыс. рублей (17 место по стране). Вклад города в экономику (ВРП) Приморского края превысил 50 %. В общестрановом разрезе, Владивосток концентрирует 0,4 % населения страны, при этом его вклад в ВВП России достигает 0,5 %.
Согласно данным Администрации города Владивостока, на начало 2018 года в структуре экономики города преобладали отрасли третичного сектора экономики. Так, структура экономики на 1 января 2018 года выглядела следующим образом:
- Торговля оптовая и розничная, общественное питание, платные услуги населению — 70,5 %
- Промышленное производство — 10 %
- Транспортировка и хранение — 8,1 %
- Строительство — 3,8 %
- Деятельность по операциям с недвижимым имуществом — 3,5 %
- Информация и связь — 1,5 %
- Прочие — 2,6 %

Вокруг Владивостока сконцентрированы экономические ресурсы Приморского края, вследствие чего образовалась Владивостокская агломерация, в 2016 году занимавшая 15 место по размеру экономики в России. ВГП агломерации (в составе городов Владивосток, Артём, Большой камень, Уссурийск, Надеждинского и Шкотовского районов) составил 490,2 млрд рублей. Владивостокская агломерация, являясь центром макрорегиона — Дальнего Востока, обладает неклассической городской экономикой. Для неё характерно проявление географической специализации, что несвойственно классическим городским экономикам: относительно высокая доля рыболовства — 3 % валового продукта агломерации (ВПА), транспорта и связи — 16,2 % ВПА, при одновременно относительно большой доле государственного управления (18,3 % ВПА), что говорит о недоразвитости рыночных секторов экономики.

## Промышленность
В городе развиты судоремонтная, деревообрабатывающая, строительная, химическая, энергетическая, пищевая, полиграфическая и медицинская промышленности; численность промышленных предприятий составляет порядка двух тысяч.
В 2013 году Владивосток занимал 106-е место в рейтинге промышленных городов России, с объёмами производства 48,9 млрд рублей. В 2017 году объём промышленного производства превысил 105 млрд рублей.

### Электроэнергетика
Энергетический рынок Владивостока в 2014 году достиг объёма в 24 млрд рублей. Электрическую и тепловую энергию для города вырабатывают Владивостокские ТЭЦ-1 и ТЭЦ-2. В периоды пиковой нагрузки часть электроэнергии поступает перетоком с Приморской ГРЭС, расположенной в посёлке Лучегорск. С 2012 года ТЭЦ-1 перешла на газ. По состоянию на 2018 год, станция не имеет электрической мощности, тепловая мощность — 350 Гкал/ч. После строительства газопровода «Сахалин — Хабаровск — Владивосток» начался перевод ТЭЦ-2, обеспечивающей выработку более половины электроэнергии города, с угля на природный газ, полный переход запланирован на 2017 год (на начало 2015 года переведены на газ 10 из 14 котлов, 4 угольных котла находятся в аварийном состоянии).
В 2018 году введена в строй ТЭЦ «Восточная» мощностью 139,5 МВт, которая способна обеспечить около 20 % потребности города в электроэнергии.

### Обрабатывающая промышленность
Обрабатывающие производства — лидер среди отраслей промышленности Владивостока. За 2018 год они дали 69,2 % от всего объёма промышленной продукции.
Промышленное машиностроение главным образом включает в себя судостроение и судоремонт, а также производство оборудования для рыбной отрасли (приборостроительные, инструментальные и радиозаводы). Среди крупных компаний: «Дальзавод», «Восточная верфь», «Изумруд», «Дальприбор», «Варяг», "Владивостокское предприятие «Электрорадиоавтоматика».
Автомобилестроение представлено заводом компании «Соллерс», выпускающим автомобили марки Mazda и Toyota (производство внедорожников Ssang Yong приостановлено). В 2015 году завод выпустил 31,8 тысяч автомобилей.
Пищевая промышленность представлена рыбоперерабатывающими предприятиями («Дальморепродукт», "Рыболовецкий колхоз «Восток-1», «Дальрыба», «Тихоокеанское управление промысловой разведки и научно-исследовательского флота», «Интрарос», «Ролиз», «Владивостокский рыбокомбинат»), мясокомбинатами («Ратимир», "Торговый дом «ВИК»), хлебозаводами («Владхлеб» и его дочерняя компания «Хлебный дом»), молокозаводом («Владивостокский молочный комбинат»), кондитерской фабрикой («Приморский кондитер»), заводами алкогольных и безалкогольных напитков (филиал «Пивоварни Москва-Эфес», «Кока-Кола ЭйчБиСи Евразия»).

## Третичный сектор
Третичный сектор составляет более 80 % экономики Владивостока. В него входят предприятия торговли, общественного питания, транспорта, связи, услуг, финансовой и банковской сферы, социальной сферы и туризма.

### Торговля
Около 40 % организаций Владивостока заняты в торговле и сфере услуг. За 2015 год оборот розничной торговли составил 181 млрд рублей, общественного питания — 7,9 млрд, платных услуг — 75,7 млрд. Во Владивостоке действуют 1892 предприятия розничной торговой сети и 2108 мелкой розничной торговли, 5 розничных рынков, а также 14 площадок для организации сельскохозяйственных ярмарок. Из них: 955 продовольственных магазинов, 873 промышленных магазина и 64 торговых центра.

### Финансовый сектор
Владивосток является финансовым центром Дальневосточного региона. С начала 2015 года в городе расположено Дальневосточное Главное управление Банка России. Финансовый рынок Приморья является самым насыщенным в Дальневосточном федеральном округе: здесь сосредоточены 30 % субъектов банковского сектора, 35 % акционерных обществ и некредитных финансовых организаций. В городе находятся штаб-квартиры нескольких крупных российских банков, в числе которых: «Примсоцбанк», «Дальневосточный банк», «Приморье», «Примтеркомбанк».

### Туризм
Владивосток является ближайшим к странам Азиатско-Тихоокеанского региона городом с европейской культурой, чем привлекателен для туристов. Город включён в проект развития дальневосточного туризма «Восточное кольцо». В рамках проекта открылась Приморская сцена Мариинского театра, в планах: открытие филиалов Эрмитажа, Русского музея, Третьяковской галереи и Музея Востока. Владивосток вошёл в десятку лучших российских городов для отдыха и туризма по версии «Форбс», а также занял 14-е место в Национальном Туристическом Рейтинге.
Помимо культурного, город является центром морского и рекреационного туризма территории залива Петра Великого. На побережье Амурского залива расположена Владивостокская курортная зона включающая 11 санаториев. Также туристов во Владивосток привлекает игорная зона «Приморье». Её главное (и пока единственное) преимущество — географическая близость Китая. Первое казино «Хрустальный тигр», которым управляет крупная сеть из Макао, меньше чем за год посетили 80 тыс. человек.
В 2017 году город посетили около 3 млн туристов, в том числе 640 тыс. иностранцев, из них свыше 90 % туристы из Китая, Республики Корея и Японии. Основу внутреннего составляет деловой туризм (деловые поездки на выставки, конференции), на который приходится до 70 % въездного потока. Во Владивостоке также развит дипломатический туризм, так как в городе расположены 18 зарубежных консульств. В городе работают 46 отелей, с суммарным фондом в 2561 номер.
Во Владивостоке сосредоточено большинство туристических фирм Приморского края (86 %), а их количество на 2011 год составляло 233 компании.